# Foday Kamara
Foday Ishmail Kamara (29 ottobre 1987) è un ex calciatore sierraleonese, di ruolo attaccante.